# Larret
Larret är en kommun i departementet Haute-Saône i regionen Bourgogne-Franche-Comté i östra Frankrike. Kommunen ligger i kantonen Champlitte som tillhör arrondissementet Vesoul. År 2022 hade Larret 63 invånare.

## Befolkningsutveckling
Antalet invånare i kommunen Larret
| Referens: INSEE |